# Michael Bowes-Lyon (17e comte de Strathmore et Kinghorne)
Fergus Michael Claude Bowes-Lyon, 17e comte de Strathmore et Kinghorne (31 décembre 1928 - 19 août 1987) est un homme politique et pair britannique.

## Biographie
Il est le fils du capitaine Michael Claude Hamilton Bowes-Lyon et Elizabeth Margaret Cator. Ses grands-parents paternels sont Claude Bowes-Lyon, 14e comte de Strathmore et Kinghorne et Cecilia Nina Cavendish-Bentinck.
Il épouse Mary Pamela McCorquodale (née en 1932) le 10 avril 1956. Ils ont trois enfants:
- Michael Bowes-Lyon (18e comte de Strathmore et Kinghorne) (7 juin 1957 - 27 février 2016), marié à Isobel Weatherall en 1984, divorcé en 2005, remarié à Damaris Stuart-William en 2005, divorcé en 2008 et remarié à Karen Baxter en 2012.
- Elizabeth Mary Cecilia Bowes-Lyon (née le 23 décembre 1959) épouse Antony Richard Leeming en 1990.
- Diana Evelyn Bowes-Lyon (née le 29 décembre 1966) épouse Christopher Godfrey-Faussett en 1995. Elle est une Patronne du Bal Royal Caledonian [2].

Il hérite du comté de Strathmore et de Kinghorne à la mort de son cousin germain Timothy Bowes-Lyon (16e comte de Strathmore et Kinghorne). Il est remplacé par son fils.